# ريكاردو راموس
ريكاردو راموس (5 ديسمبر 1980 بتاوباتي في البرازيل - ) هو لاعب كرة قدم برازيلي في مركز قلب الدفاع. لعب مع نادي غريميو بارويري وأونياو ساو جواو ‏ وGuaratinguetá Futebol ‏ وبيرسيبايا سورابايا ونادي مونتي أزول ونادي اتلتيكو سوروكابا وأتلتيكو لينينسي ورومة إسبورتي أبوكارانا ‏ ونادي ساو خوسيه وOeste Futebol Clube ‏.

## وصلات خارجية
- ريكاردو راموس على موقع قاعدة بيانات كرة القدم.إي يو (الإنجليزية)
- ريكاردو راموس على موقع Soccerway.com (الإنجليزية)